# 恋愛準決勝戦
『恋愛準決勝戦』（れんあいじゅんけっしょうせん、原題：Royal Wedding）は、1951年に製作・公開された（撮影は1950年）アメリカ映画。

## 概要
スタンリー・ドーネンが監督、フレッド・アステアとジェーン・パウエルが兄妹役で主演し、ピーター・ローフォードとウィンストン・チャーチルの娘サラ・チャーチルが共演した。妹役には当初ジューン・アリソンやジュディ・ガーランドが予定されていた。
1947年のエリザベス王女とマウントバッテン公爵のご成婚に乗じて作られた映画だが、ストーリーは大筋で1928年にフレッド・アステアおよび初期のパートナーであった姉の アデル・アステアが『ファニー・フェイス』をもってロンドンに乗り込んだ際の顛末をモチーフとしている。（実際、姉のアデルはその公演で貴族と結婚し引退している）
テクニカラー作品として撮影され、アステアのダンスシーンでは一部トリック撮影が用いられた。2010年現在は米国・日本ともにパブリックドメイン作品となっている。
『恋愛準決勝戦』という邦題は、映画の中でカップルが2組生まれることに由来するが、イメージの沸き辛さから現在では『ロイヤル・ウエディング』と原題でソフト化される事もある。なおイギリスでは『ウエディング・ベルズ』の題名で公開されているが、これはドキュメンタリーと間違われないための配慮である
。
日本での1956年初公開時には、『電波スパイ戰』が同時上映された。

## キャスト
- トム：フレッド・アステア
- エレン（トムの妹）：ジェーン・パウエル
- ジョン・ブリンデイル：ピーター・ローフォード
- アン：サラ・チャーチル

## スタッフ
- 監督：スタンリー・ドーネン
- 製作：アーサー・フリード
- 脚本：アラン・ジェイ・ラーナー
- 音楽監督：ジョニー・グリーン
- 作曲：バートン・レイン
- 撮影監督：ロバート・H・プランク
- 編集：アルバート・アクスト
- 美術：セドリック・ギボンズ、ジャック・マーティン・スミス
- 装置：エドウィン・B・ウィリス
- 録音：ダグラス・シアラー

## アカデミー賞ノミネーション
- 歌曲賞：バートン・レイン（作曲）、アラン・ジェイ・ラーナー（作詞）